# Cedar Creek (Texas)
Cedar Creek è una comunità non incorporata degli Stati Uniti d'America, situata nella contea di Bastrop dello Stato del Texas. Secondo il censimento effettuato nel 2000 abitavano nella comunità 200 persone. Nonostante non sia incorporata, la comunità possiede un ufficio postale; il suo Zoning Improvement Plan è 78612.

## Geografia
Cedar Creek è situata a 30°05′11″N 97°30′05″W, 11 miglia ad ovest di Bastrop. È attraversata dalla State Highway 21 e dalla Farm to Market Road 535. A Cedar Creek si trova inoltre l'Hyatt Regency Lost Pines Resort di 405 acri.

## Storia
La comunità prende il nome da un affluente del fiume Colorado chiamato Cedar Creek.

## Istruzione
Gli studenti della comunità frequentano la Cedar Creek Elementary School, la Cedar Creek Intermediate School, la Cedar Creek Middle school, e la Cedar Creek High School. Tutte queste scuole fanno però parte del Bastrop Independent School District.

## Aree verdi
Il Cedar Creek County Park è stato inaugurato nel 2008. Il parco da 46 acri dispone di campi da calcio, baseball, pallacanestro e beach volley, oltre a percorsi naturalistici, siti storici, tavoli da picnic e un giardino delle farfalle.

## Clima
Il clima della zona è caratterizzato da temperature relativamente elevate e precipitazioni uniformemente distribuite tutto l'anno. La Classificazione dei climi di Köppen lo definisce subtropicale umido, riassunto nelle mappe climatiche con "Cfa".
| Cedar Creek         | Mesi | Mesi | Mesi | Mesi | Mesi | Mesi | Mesi | Mesi | Mesi | Mesi | Mesi | Mesi | Stagioni | Stagioni | Stagioni | Stagioni | Anno |
| Cedar Creek         | Gen  | Feb  | Mar  | Apr  | Mag  | Giu  | Lug  | Ago  | Set  | Ott  | Nov  | Dic  | Inv      | Pri      | Est      | Aut      | Anno |
| ------------------- | ---- | ---- | ---- | ---- | ---- | ---- | ---- | ---- | ---- | ---- | ---- | ---- | -------- | -------- | -------- | -------- | ---- |
| T. max. media (°C)  | 17   | 18   | 23   | 26   | 31   | 34   | 34   | 36   | 32   | 28   | 23   | 18   | 17,7     | 26,7     | 34,7     | 27,7     | 26,7 |
| T. min. media (°C)  | 3    | 4    | 9    | 13   | 18   | 22   | 23   | 23   | 19   | 13   | 8    | 3    | 3,3      | 13,3     | 22,7     | 13,3     | 13,2 |
| Precipitazioni (mm) | 64   | 64   | 80   | 58   | 114  | 91   | 58   | 50   | 80   | 99   | 84   | 66   | 194      | 252      | 199      | 263      | 908  |